# Sylvan Chabaud
Pour les articles homonymes, voir Chabaud.
Sylvan Chabaud est un écrivain, poète, musicien et critique littéraire français d'expression occitane.

## Biographie
Né le 1er janvier 1980 à Saint-Raphaël, Sylvan Chabaud est le fils d'un militant occitaniste.
Influencé par Massilia Sound System, il écrit des textes de rap pour Xénofil, puis intègre le groupe de ragga Mauresca Fracàs Dub, où il chante sous le nom de scène « Chab ».
Après avoir obtenu un doctorat à l'université Montpellier-III en 2007, il y devient maître de conférences.
Il collabore aux revues Oc, Europe, et Le Cerf-Volant.
Depuis 2020, il est conseiller municipal d'Arboras.

## Production artistique et intellectuelle
Il a consacré sa thèse de doctorat au poète provençal Louis Bellaud.
Neufs CD sont le fruit de son œuvre musicale.
En 2012, il publie un premier recueil de poésie, Leis Illas infinidas [Les Îles infinies],,.
Il donne également un recueil de nouvelles sous la forme poétique, Serranas [Sérannes], en 2019,.
S'exprimant généralement dans le sous-dialecte provençal maritime, il revendique néanmoins des « influences des autres dialectes » occitans, et passe parfois au languedocien. Il emploie la graphie classique.
En 2023, il reçoit le grand prix littéraire de Provence pour l'ensemble de son œuvre.

## Ouvrages
- Éd. de Louis Bellaud, Obros et rimos : sonnets et autres rimes de la prison, Montpellier, Presses universitaires de la Méditerranée, 2011  (ISBN 978-2-84269-912-3).
- Leis Illas infinidas [Les Îles infinies], Montpeyroux, Jorn, 2012  (ISBN 978-2-905213-41-9).
- Montar [Monter] (ill. Max Sagon (d)), Salinelles, L'Aucèu libre, 2016  (ISBN 978-2-917111-38-3).
- Aubres [Arbres] (préf. Roland Pécout, ill. Joan Chabaud (d)), Monséret, Tròba vox, 2018  (ISBN 979-10-93692-07-4).
- Serranas [Sérannes], Jorn, 2019  (ISBN 978-2-905213-52-5).
- Pèira seca, L'Aucèu libre, 2022  (ISBN 978-2-917111-78-9).
- Trad. de Corinne Kartmann, Le Petit Chemin, Saint-Marc-Jaumegarde, Le Chantier, 2024  (ISBN 978-2-494854-05-5).